# Acroporium estrellae
Acroporium estrellae là một loài Rêu trong họ Sematophyllaceae. Loài này được (Müll. Hal.) W.R. Buck & Schaf.-Verw. mô tả khoa học đầu tiên năm 1991.